# Matias Kupiainen
Matias Kupiainen (Helsinki, 11 maggio 1983) è un chitarrista e produttore discografico finlandese.
Componente del gruppo musicale Stratovarius, ha sostituito Timo Tolkki dopo la sua dipartita nel 2008, debuttando sull'album  Polaris del 2009. 
Ha suonato in precedenza con i The Sinkage e con i Fist in Fetus (progetto progressive/grind/death metal), con i quali ha autoprodotto un EP nel 2007.
Ha studiato musica all'accademia Sibelius e al conservatorio di pop e jazz di Helsinki.
Lavora anche come produttore e mixerista nello studio musicale MinorMusic.

## Discografia

### Solista
- 2006 - Guitar Heroes

### Fist in Fetus

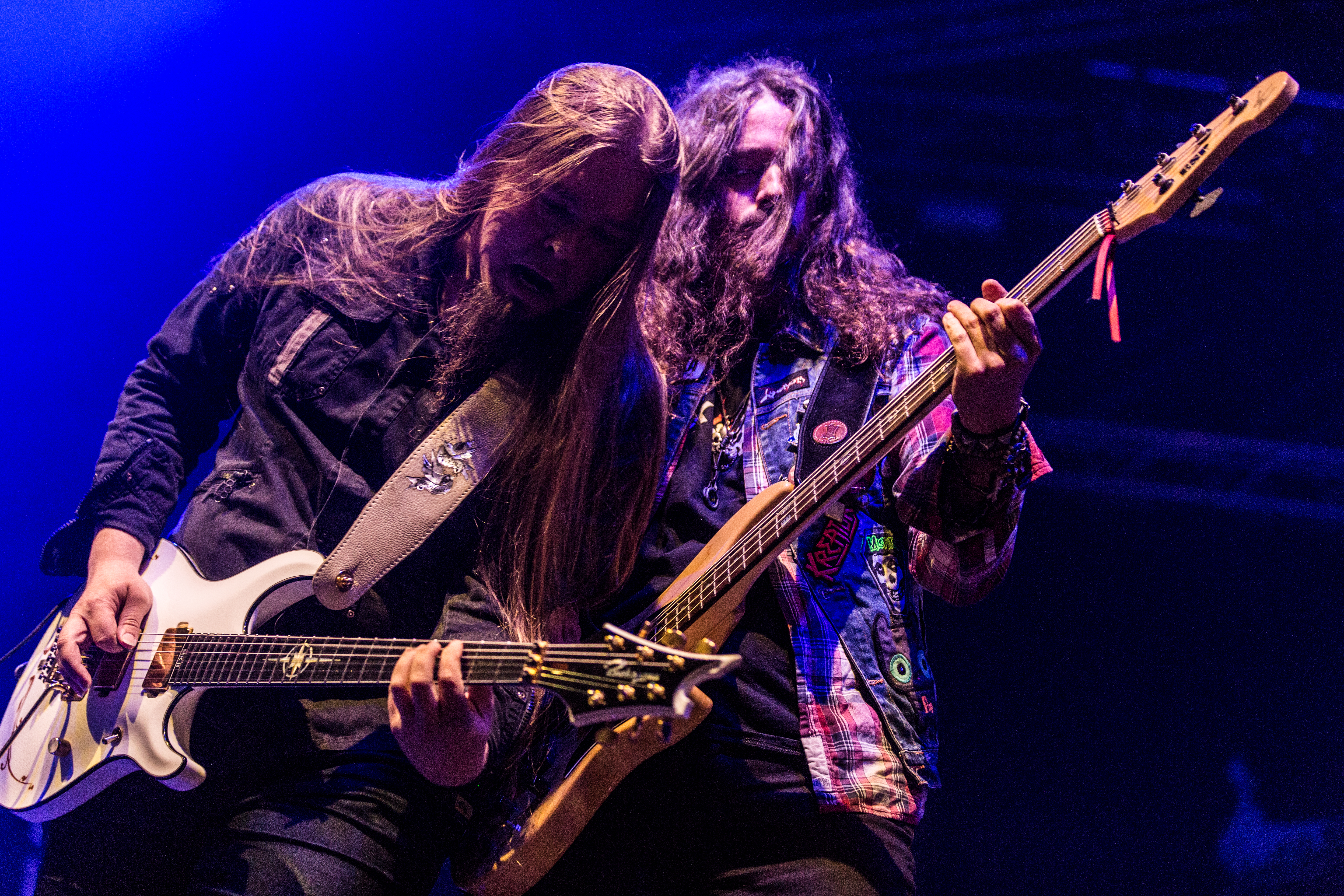
Kupiainen assieme a Lauri Porra

- 2007 - Fist in Fetus

### Stratovarius
- 2009 - Polaris
- 2011 - Elysium
- 2013 - Nemesis
- 2015 - Eternal
- 2022 - Survive